# Песчанка Виноградова

## Описание
Песчанка Виноградова — относительно крупный грызун, хвост у неё короче тела (составляет около 90% его длины). Длина тела песчанки 135-171 мм, длина хвоста 126-153 мм, длина черепа 37-40 мм, задних ступней 33,4-35,2 мм.
Окраска шерсти похожа на краснохвостую песчанку, но несколько светлее: вверх головы и подошва задних лап интенсивного охристо-ржавого цвета; чёрные волосы на хвостовой метёлке достигают длины 25 мм и занимают больший участок в дистальной части хвоста.

## Среда обитания
Ареал обитания песчанки Виноградова сравнительно небольшой: занимает предгорные полупустыни южного Закавказья, юго-восточной Турции, северо-восточной Сирии, северо-западного Ирана и северного Ирака.
Песчанки Виноградова живут колониями в мелкоземе и на участках с мягкими почвами. Рацион питания у них смешанный: особи питаются как семенами, так и различными вегетативными частями растений. Запасают в норы большое количества корма перед зимним периодом. Норы песчанок имеют сложное строение, некоторые отверстия нор закрыты земляными пробочками. Гнездовая камера располагается в самой глубокой части норы, на глубине до 60 см. Норы песчанки Виноградова могут служить гнёздами белоспинной каменки и толстохвостого скорпиона.
Песчанки Виноградова весной и зимой ведут дневной образ жизни, а летом переходят на ночной.

## Поведение
Песчанки Виноградова ведут групповой образ жизни. Каждая колония насчитывает от 2 до 4 взрослых особей. Они совместно живут на групповой территории и агрессивно относятся к других представителям вида, которые не являются частью их группы.

## Размножение
Размножение особей длится с февраля по сентябрь, однако пик приходится на апрель-май. В благоприятные годы в южном Азербайджане отмечали круглогодичный период размножения. За год взрослые самки приносят до трёх помётов, молодые — от одного до двух. Продолжительность беременности составляет около 21-25 дней, с выводком потомства от 3 до 9 детёнышей.